# Mikael Pernfors
Mikael Pernfors (* 16. července 1963, Malmö) je bývalý švédský tenista. Jeho nejvyšším umístěním na žebříčku ATP bylo 10. místo (září 1986). Jeho největším úspěchem byl postup do finále dvouhry na Roland Garros v roce 1986, v němž podlehl českému tenistovi a tehdejší světové jedničce Ivanu Lendlovi. Z ostatních grandslamů došel nejdále v Melbourne, kde si roku 1990 zahrál čtvrtfinále. Vyhrál Canadian Open 1993, Los Angeles Open 1988 a Tennis Channel Open 1988. Ve čtyřhře triumfoval na Tenisovém mistrovství USA mužů na antuce v roce 1989, ve dvojici s krajanem Tobiasem Svantessonem. Během kariéry vydělal za účast na turnajích 1,3 milionu dolarů. Švédsko reprezentoval v Davis Cupu v šesti zápasech, tři vyhrál a tři prohrál. Do seriálu ATP vstoupil roku 1985, hráčskou kariéru ukončil roku 1996. Poté pracoval mj. jako manažer pro turnaj Swedish Open. V současnosti žije na Floridě, ve Spojených státech.